# Население на Бенин
Населението на Бенин според последното преброяване от 2013 г. е 10 008 749 души.

## Численост
Численост на населението според преброяванията през годините:
| Година | Численост  |
| 1979   | 3 331 210  |
| 1992   | 4 915 555  |
| 2002   | 6 769 914  |
| 2013   | 10 008 749 |

## Възрастова сткруктура
(2006)
- 0-14 години: 44,1 % (мъжe 1 751 709 / жени 1 719 138)
- 15-64 години: 53,5 % (мъже 2 067 248 / жени 2 138 957)
- над 65 години: 2,4 % (мъже 75 694 / жени 110 198)

(2011)
- 0-14 години: 44,7 % (мъжe 2 126 973 / жени 2 042 340)
- 15-64 години: 52,6 % (мъже 2 443 370 / жени 2 461 421)
- над 65 години: 2,7 % (мъже 101 640 / жени 149 288)

## Коефициент на плодовитост
- 2009 – 5,49

## Расов състав
Черните африканци съставляват над 99 % от населението на страната и се делят на 42 етнически групи. Представителите от бялата раса са около 10 000 души.

## Езици
Официален език в страната е френският.

## Религия
- 50 % – местни религии
- 30 % – християни
- 20 % – мюсюлмани